# 365604 Rusholme
365604 Rusholme este o planetă minoră (asteroid) din centura de asteroizi. A fost descoperită pe 8 octombrie 2010 la Observatorul Palomar de  și a fost numită după Benjamin Rusholme⁠(d). 
Obiectul prezintă o orbită caracterizată de o semiaxă mare de 2,3033093798076 UAi, o excentricitate de 0,078487112715363, o înclinație de 5,3910547948826 ° în raport cu ecliptica.